# Pranav Venkatesh

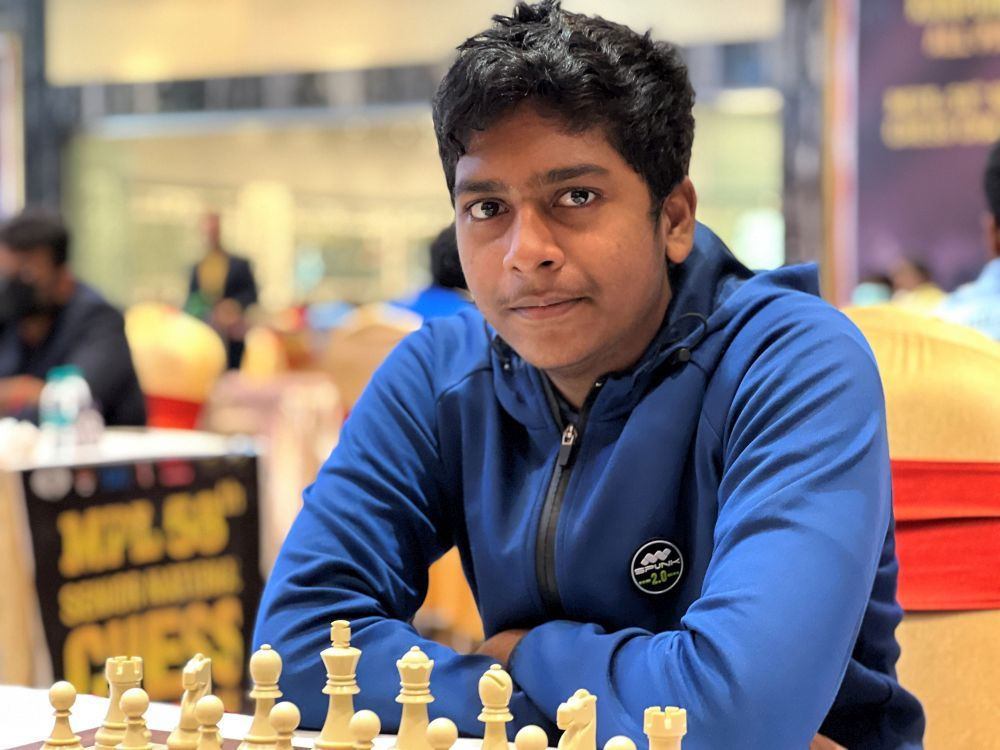
Pranav in 2023

Pranav Venkatesh (Bangalore, 13 oktober 2006), is een schaker uit India. Hij is een grootmeester (GM). In 2025 was hij wereldkampioen schaken bij de junioren.

## Schaakcarrière
Pranav begon op 6-jarige leeftijd met schaken. Hij had diverse coaches waaronder Visweswaran Kameswaran. In 2021 werd hij Internationaal Meester (IM). Zijn eerste twee GM-normen behaalde hij in 2021 op het Servië Open en in juni 2022 op het Vezerkepzo GM-toernooi in Boedapest, Hongarije.
In augustus 2022 behaalde Pranav zijn derde GM-norm door het winnen van het Limpedea Open in Baia Mare, Roemenië, waarmee hij de 75e grootmeester van India werd en de 27e grootmeester uit de staat Tamil Nadu.
In oktober 2022 speelde hij namens India in de Olympiade voor spelers tot 16 jaar (samen met Pranesh M, Harshad S, Rohit S, Mrittika Mallick en Boramanikar Tanisha S), terwijl hij in dezelfde periode deelnam aan de Magnus Carlsen Academy Challenge. Hij won beide toernooien. Later won hij de chess24 Challengers Chess Tour door een overwinning in de laatste ronde tegen Raunak Sadhwani.
In oktober 2023 nam hij deel aan de 38e editie van de European Club Cup, als lid van het team van Offerspill Sjakklub. Onder leiding van wereldkampioen Magnus Carlsen, won Offerspill Sjakklubb het toernooi, na een beslissende overwinning in de laatste ronde tegen Asnieres – Le Grand Echiquier (Frankrijk). Pranavs resultaat 5 pt. uit 7, waaronder overwinningen op Jorden van Foreest en Grigoriy Oparin in de laatste twee rondes, werd beloond met een tweet van Magnus Carlsen - "Pranav is buddy and buddy is Pranav".
In januari 2024 nam Pranav deel aan het vijfde Wereldkampioenschap oplossen van schaakproblemen, georganiseerd door chess.com, waar hij in de eindscore op een 4e plaats eindigde. Wel leverde hij de sterkste tegenstand aan de uiteindelijke (vijfvoudig) winnaar Ray Robson, met de score 3-5 sets en een gemiddelde puzzelscore 416-430.
In juni 2024 was zijn elo-rating 2632. 
In november 2024 won Pranav de Challengers-sectie van het Chennai Grand Masters toernooi, waarmee hij zich kwalificeerde voor de hoofdsectie in 2025.
Pranav nam deel aan het FIDE-kampioenschap rapidschaak en blitzschaak gehouden van 13 tot 17 december 2024 in het Terme Čatež hotel, in Brežice, Slovenië. Hij won met 9.5 pt. uit 11 het Open rapidtoernooi in de categorie tot 18 jaar en hij won met 19.5 pt. uit 22 het Open blitztoernooi in de categorie tot 18 jaar. De Nederlandse IM Eline Roebers was een van de slechts twee spelers die een blitzpartij wonnen van Pranav. 
Pranav won op 7 maart 2025 met 9 pt. uit 11 het Wereldkampioenschap schaken voor junioren, gehouden in Petrovac, Budva in Montenegro. Hij werd de vierde Indiase schaker die de juniorentitel won, na  Viswanathan Anand in 1987, Pentala Harikrishna in 2004 en Abhijeet Gupta in 2008.

## Externe koppelingen
- (en)   Informatie over schaakpartijen van Pranav Venkatesh op ChessGames.com
- (en)  FIDE-ratinggegevens voor Pranav Venkatesh